# کوارک
کوارک (به انگلیسی: Quark) (‎/ˈkwɔːrk/‎ or ‎/ˈkwɑːrk/‎)، یک ذره بنیادی و یکی از اجزای پایه‌ای تشکیل‌دهنده ماده است. کوارک‌ها با هم ترکیب می‌شوند تا ذرات مرکبی به نام هادرون را پدیدآورند که پایدارترین آن‌ها پروتون و نوترون، اجزای تشکیل‌دهنده هسته اتم هستند.
به خاطر پدیده‌ای که به حبس رنگ معروف است، کوارک‌ها هیچ‌گاه به صورت انفرادی یافت نمی‌شوند و مستقیماً قابل مشاهده نیستند؛ آن‌ها را فقط می‌توان درون هادرون‌هایی مانند باریون‌ها (که نمونه‌های آن‌ها پروتون و نوترون هستند) و مزون‌ها یافت. به همین دلیل بیشتر دانش ما از کوارک‌ها از مشاهدات خود هادرون‌ها نتیجه‌گیری شده‌است.
کوارک‌ها ویژگی‌های ذاتی گوناگونی دارند که بار الکتریکی، بار رنگ، اسپین و جرم از جمله این ویژگی‌ها هستند. کوارک تنها ذره بنیادی از مدل استاندارد فیزیک ذرات است که هر چهار برهمکنش بنیادی را تجربه می‌کند. به این برهمکنش‌ها نیروهای بنیادی (الکترومغناطیس، هسته‌ای قوی، هسته‌ای ضعیف و گرانش) نیز گفته می‌شود. همچنین کوارک تنها ذره‌ای است که بار الکتریکی‌اش مضرب صحیحی از بار بنیادی نیست.
شش گونهٔ مختلف از کوارک‌ها وجود دارد که به هر یک از آن‌ها یک مزه می‌گویند: بالا، پایین، افسون، شگفت، سر و ته. کوارک‌های بالا و پایین، کوچک‌ترین جرم را در بین کوارک‌ها دارند. کوارک‌های سنگین‌تر طی یک فرایند واپاشی ذره به سرعت به کوارک‌های بالا و پایین تبدیل می‌شوند: تبدیل شدن از حالت جرم بیشتر به حالت جرم کمتر. به همین علت کوارک‌های بالا و پایین عموماً پایدار هستند و رایج‌ترین کوارک‌ها در علم فیزیک هستند، در حالی که کوارک‌های دیگر فقط در برخوردهای پرانرژی (مانند پرتوهای کیهانی و شتاب‌دهنده‌های ذرات) تولید می‌شوند. به ازای هر مزه کوارک یک پادذره متناظر به نام پادکوارک وجود دارد که تنها تفاوت آن با کوارک متناظرش این است که برخی از ویژگی‌های آن اندازهٔ یکسان و علامت مخالف دارند.
مدل کوارک به شکل جداگانه توسط موری گل-مان و جرج زویگ در سال ۱۹۶۴ پیشنهاد شد. کوارک‌ها به عنوان بخش‌هایی از طرح رده‌بندی هادرون‌ها معرفی شده بود و شواهد کمی بر وجود فیزیکی آن‌ها در دسترس بود تا اینکه آزمایش‌های پراکندگی ناکشسان ژرف در سال ۱۹۶۸ در مرکز شتاب‌دهنده خطی استانفورد انجام شد.
از آزمایش‌های انجام‌شده در شتاب‌دهنده‌ها برای وجود هر شش مزه کوارک، شواهدی به‌دست آمده‌است. آخرین مزه‌ای که کشف شد، کوارک سر بود که در آزمایشگاه فرمی در سال ۱۹۹۵ کشف شد.

## طبقه‌بندی

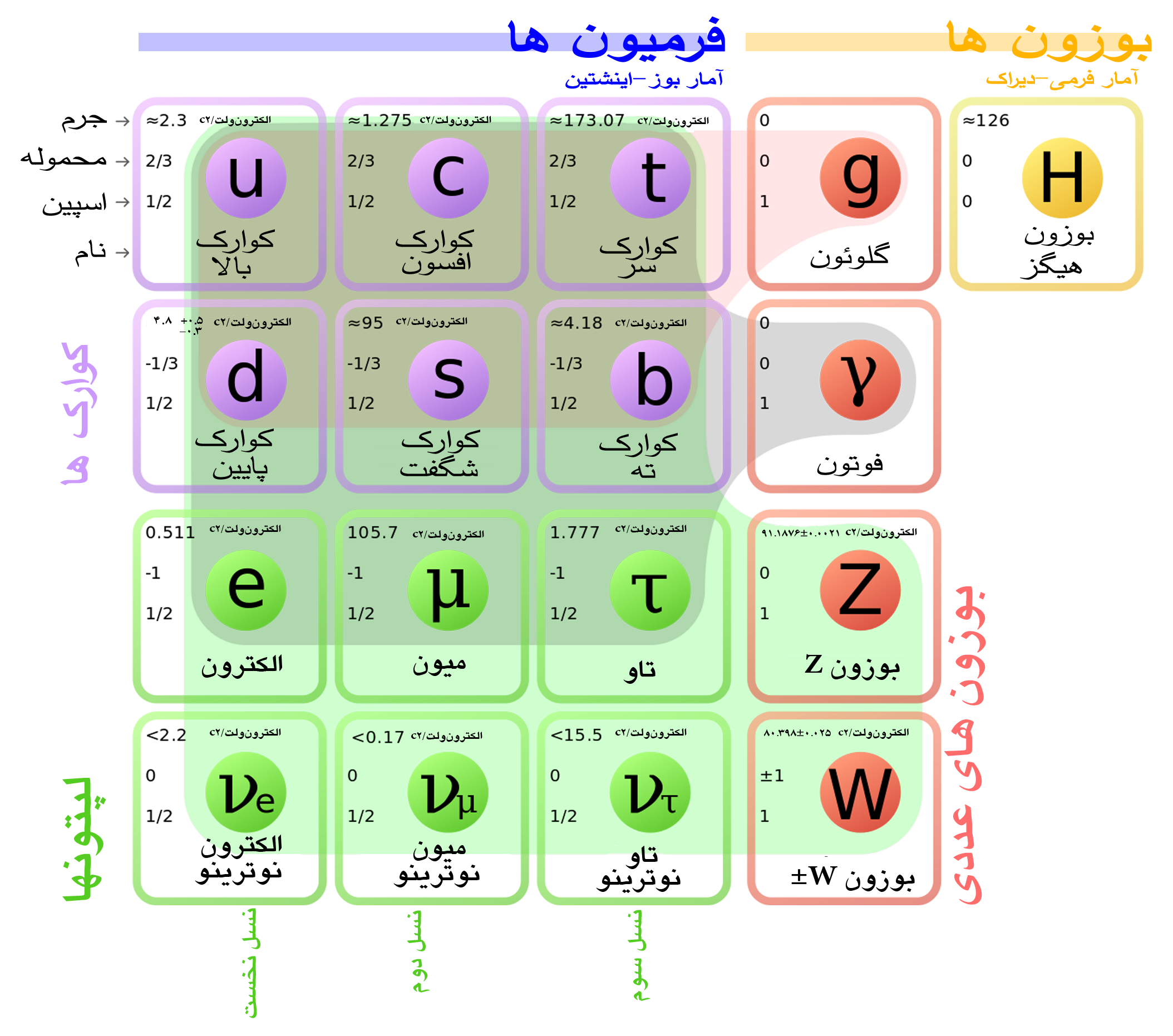
شش تا از ذره‌های مدل استاندارد کوارک هستند (به رنگ بنفش). هر یک از این سه ستون یک نسل را تشکیل می‌دهند. واحد جرم در تصویر بالا اشتباه است. بعضی از الکترون ولت‌ها مگاالکترون ولت می‌باشند.

مدل استاندارد، چارچوب نظری توصیفگر همه ذرات بنیادی شناخته شده کنونی است. این مدل شامل ۶ مزه از کوارک‌ها با نام‌های بالا (u), پایین (d), افسون (c), شگفت (s), سر (t)، و ته (b) است.
پادذره‌های کوارک‌ها را پادکوارک می‌نامند که نماد آن‌ها شبیه نماد کوارک متناظرشان است با این تفاوت که یک خط بالای آن قرار می‌گیرد؛ مثلاً کوارک بالا با u و پادکوارک بالا با u نمایش داده می‌شوند. همان‌گونه که در مورد پادماده‌ها معمول است، پادکوارک‌ها از نظر میانگین طول عمر و اسپین و جرم با کوارک متناظرشان یکسان هستند، اما بار الکتریکی و بارهای دیگرشان علامت مخالف هم دارند.
کوارک‌ها ذرات اسپین-۱⁄۲ هستند و در نتیجه بنا بر نظریه اسپین-آمار، فرمیون هستند. کوارک‌ها مشمول اصل طرد پاولی نیز می‌شوند که بیان می‌کند که هیچ دو فرمیون یکسانی نمی‌توانند هم‌زمان با هم یک حالت کوانتومی را اشغال کنند. این برخلاف بوزون‌ها (ذراتی با اسپین عدد صحیح) است که هر تعدادی از آن‌ها می‌توانند در یک حالت باشند. برخلاف لپتون‌ها کوارک‌ها دارای بار رنگ هستند که باعث می‌شود با نیروی هسته‌ای قوی برهمکنش داشته باشند. نیروی جاذبه‌ای که از این طریق میان کوارک‌های مختلف ایجاد می‌شود، باعث به‌وجود آمدن ذرات مرکبی مانند هادرونها می‌شود.
کوارک‌هایی که اعداد کوانتومی هادرون‌ها را تعیین می‌کنند، کوارک‌های ظرفیت نامیده می‌شوند. علاوه بر این کوارک‌ها هر هادرونی می‌تواند تعداد نامحدودی کوارک، پادکوارک و گلوئون مجازی داشته‌باشد که روی عدد کوانتومی‌اش تأثیری ندارند.
دو خانواده از هادرون‌ها وجود دارد: باریون‌ها که سه کوارک ظرفیت دارند و مزون‌ها با یک کوارک ظرفیت و یک پادکوارک.
رایج‌ترین باریون‌ها پروتون و نوترون هستند که هسته اتم را می‌سازند.
شمار زیادی از هادرون‌ها شناخته شده‌اند (فهرست باریون‌ها و فهرست مزون‌ها را ببینید). تفاوت بیشتر آن‌ها در محتوای کوارک آن‌ها و ویژگی‌هایی است که کوارک‌های تشکیل‌دهنده به آن‌ها می‌بخشند. وجود هادرون‌های غیرعادی با تعداد کوارک‌های ظرفیت بالاتر مانند تتراکوارکها و پنتاکوارکها مطرح شده
اما اثبات نشده‌است،
اما در ۲۲ تیر ۱۳۹۴، گروه آزمایش زیبایی برخورد دهنده هادرونی بزرگ در سرن نتایجی را گزارش نمود که با حالت‌های پنتاکوارک همخوانی داشت.
فرمیونهای بنیادی به سه نسل تقسیم می‌شوند که هر نسل شامل دو لپتون و دو کوارک است. نخستین نسل شامل کوارک‌های بالا و پایین است، دومین نسل کوارک‌های شگفت و افسون و سومین نسل کوارک‌های سر و ته می‌شود. تمام جستجوها برای نسل چهارم فرمیون‌ها با شکست روبه‌رو شده‌است.
و شواهد غیرمستقیم محکمی وجود دارد که بیشتر از سه نسل فرمیون وجود ندارد.
ذرات نسلهای بالاتر معمولاً جرم بیشتر و پایداری کمتری دارند که باعث می‌شود که توسط نیروی هسته‌ای ضعیف به ذرات نسل پایین‌تر واپاشی شوند. تنها کوارک‌های نسل اول یعنی بالاو پایین به‌طور عمومی در طبیعت وجود دارند. کوارک‌های سنگین‌تر ممکن است در برخوردهای پرانرژی (مانند آنهایی که شامل پرتوهای کیهانی هستند) و به سرعت واپاشی می‌شوند. هرچند که گمان می‌رود که در نخستین کسرهای ثانیه پس از مه‌بانگ، وقتی جهان در وضعیت بسیار چگال و داغ (دوره کوارک) بود، وجود داشته‌اند. مطالعات مربوط به کوارکهای سنگین‌تر تحت شرایط ساختگی مانند شتاب‌دهنده‌های ذرات انجام می‌شود.
با داشتن بار الکتریکی، جرم، بار رنگ و مزه، کوارک‌ها تنها ذرات بنیادی هستند که با هر چهار نیروی بنیادی برهمکنش دارند: الکترومغناطیس، گرانش، نیروی هسته‌ای قوی و نیروی هسته‌ای ضعیف. گرانش ضعیف‌تر از آن است که نقش مهمی در برهمکنشهای ذرات منفرد داشته‌باشد، مگر در حدود بالای انرژی (انرژی پلانک) و مقیاسهای فاصله (فاصله پلانک). هرچند که هیچ نظریه گرانش کوانتومی موفقی موجود نیست. مدل استاندارد گرانش را توصیف نمی‌کند. 

## تاریخچه

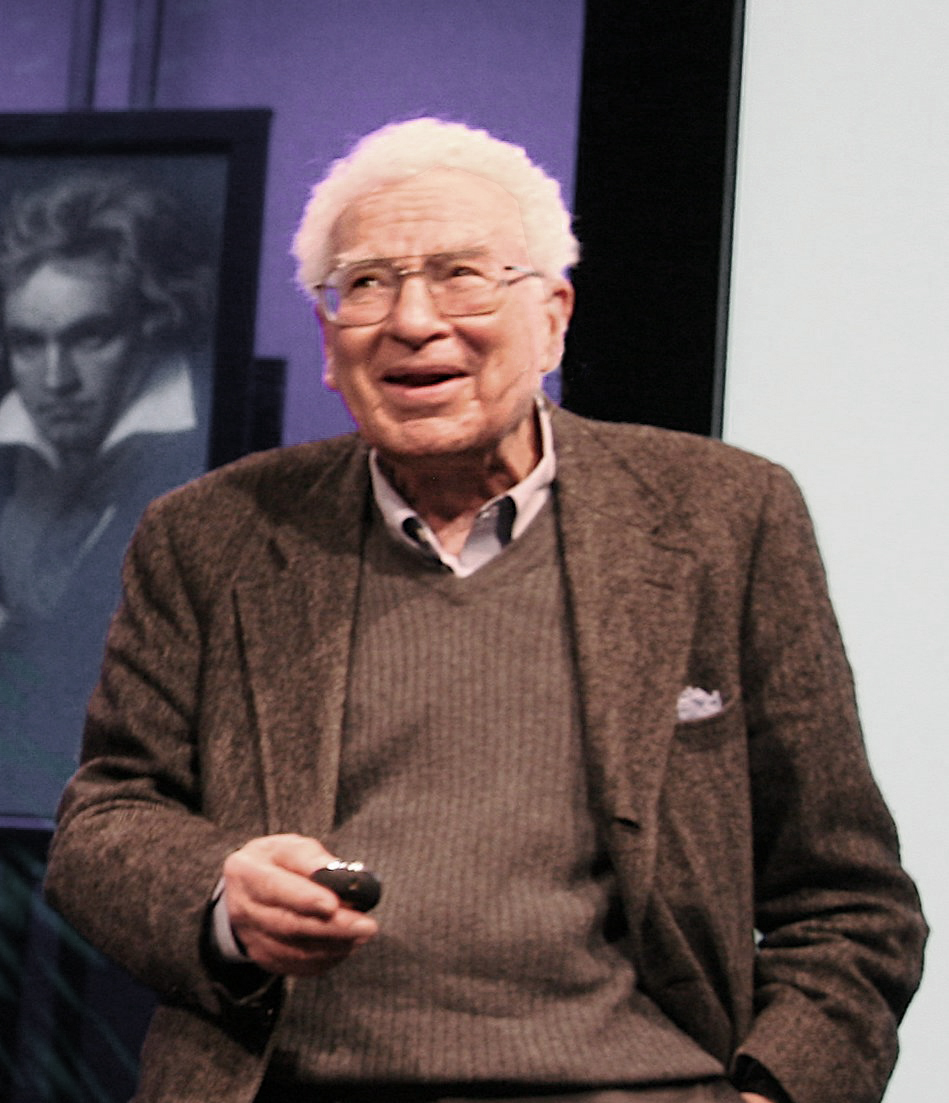
موری گل-مان در تد در سال ۲۰۰۷. موری گل-مان و جرج زویگ در سال ۱۹۶۴ مدل کوارک را پیشنهاد دادند.

مدل کوارک به صورت جداگانه توسط دو فیزیکدان مختلف به نام‌های موری گل-مان
و جرج زویگ
در سال ۱۹۶۴ پیشنهاد شد.
این پیشنهاد اندکی پس از فرمولبندی یک سامانه دسته‌بندی ذرات به نام راه هشتگانه یا به بیان فنی‌تر تقارن مزه SU(3) بود که او در سال ۱۹۶۱ را ارائه کرده‌بود.
در همان سال فیزیکدان دیگری به نام یووال نیمان نیز طرحی شبیه به راه هشتگانه ارائه داده‌بود.
در زمان شکل‌گیری نظری کوارک، باغ‌وحش ذرات در کنار ذرات دیگر، شامل چندین هادرون نیز بود. گل-مان و زویگ ادعا نمودند که اینها ذره نیستند بلکه ترکیبی از کوارک‌ها و پادکوارک‌ها هستند. مدل آن‌ها سه مزه از کوارک را شامل می‌شد، بالا، پایین و شگفت و آن‌ها ویژگی‌هایی مانند اسپین و بار الکتریکی به کوارک‌ها نسبت دادند.
واکنش اولیه جامعه فیزیک به پیشنهاد آمیخته با تردید بود. دودلی ویژه‌ای در این مورد وجود داشت که آیا کوارک‌ها واقعاً به عنوان یک موجودیت فیزیکی وجود دارند یا تنها انتزاعی برای توضیح مفاهیمی هستند که در آن زمان به خوبی فهمیده نشده‌بودند.
در عرض کمتر از یک سال، مدل گسترش‌یافته‌ای از مدل گل-مان-زویگ پیشنهاد شد. شلدون لی گلاشو و جیمز بجورکن وجود مزه چهارمی از کوارک‌ها را پیش‌بینی کردند و آن را افسون نامیدند. دلیل این پیشنهاد آن بود که وجود آن باعث می‌شد توصیف بهتری از نیروی هسته‌ای ضعیف (سازوکاری که به کوارک‌ها اجازه واپاشی می‌دهد) به دست آید و تعداد کوارک‌های شناخته‌شده با تعداد لپتونهای شناخته‌شده برابر می‌شد و همچنین یک فرمول جرم از آن نتیجه می‌شد که به درستی جرم مزونهای شناخته‌شده را محاسبه می‌نمود.
در سال ۱۹۶۸، آزمایش‌های پراکندگی ناکشسان ژرف در مرکز شتاب‌دهنده خطی استانفورد (SLAC) نشان داد که پروتون شامل اجسام نقطه‌مانند بسیار کوچکتری است و بنابراین ذره بنیادی محسوب نمی‌شود.
فیزیکدانان در آن زمان، تمایل زیادی به اینکه این ذرات ریزتر را به عنوان کوارک بشناسند، نداشتند و در عوض آن را پاترون نامیدند، واژه‌ای که توسط ریچارد فاینمن ابداع شده بود.
اجسامی که در SLAC مشاهده شده‌بودند، بعدها که مزه‌های دیگر کشف شدند، مشخص شد که کوارک‌های بالا و پایین بوده‌اند.
با این وجود هنوز واژه پاترون به عنوان یک واژه کلی برای اجزای تشکیل‌دهنده هادرون‌ها (کوارک، پادکوارک و گلوئون) به‌کار می‌رود.
وجود کوارک شگفت به صورت غیرمستقیم توسط آزمایش‌های پخش SLAC تأیید شد: نه تنها یک بخش ضروری از مدل سه کوارکی گل-مان و زویکی بود، بلکه توضیحی نیز برای هادرون‌های کائون (K) و پیون (π) که در سال ۱۹۷۴ در پرتوهای کیهانی کشف شده‌بودند، ارائه می‌داد.
در مقاله‌ای در سال ۱۹۷۰، گلاشو، جان ایلیوپولوس و لوسیانو مایانی استدلال دیگری برای وجود کوارک تا آن زمان کشف‌نشده افسون ارائه دادند.
در سال ۱۹۷۳، وقتی‌که ماکوتو کوبایاشی و شیهید ماسکاوا متوجه شدند که مشاهدات تجربی نقض سی‌پی
را می‌توان با افزودن یک جفت کوارک دیگر توضیح داد، شمار مزه‌های فرضی کوارک به میزان امروزی آن یعنی ۶ رسید.
کوارک‌های افسون تقریباً به‌طور هم‌زمان توسط دو تیم جداگانه در نوامبر ۱۹۷۴ تولید شدند؛ یکی در SLAC تحت نظر برتون ریکتر و دیگری در آزمایشگاه ملی بروکهیون تحت نظر ساموئل چائو چونگ تینگ. کوارک‌های افسون در پیوند با پادکوارک افسون در مزون‌ها مشاهده شدند. دو تیم مختلف دو نماد مختلف J و ψ را به مزون کشف شده تخصیص دادند و به این دلیل بود که این مزون به‌طور رسمی مزون جی‌سای (J/ψ) نامیده شد. این کشف بالاخره باعث شد که جامعه فیزیک در مورد اعتبار مدل کوارک، قانع شوند.
در سالهای بعدی شماری از پیشنهادها مطرح شد که مدل کوارک به ۶ کوارک توسعه داده شود. از میان این پیشنهادها مقاله ۱۹۷۵ هایم هراری
نخستین نوشته‌ای بود که نامها سر و ته را برای کوارک‌های اضافی ابداع نمود.
در سال ۱۹۷۷ کوارک ته توسط گروهی در آزمایشگاه فرمی با هدایت لئون لدرمن مشاهده شد.
این رخداد گواه مهمی بر وجود کوارک سر بود: بدون کوارک سر، کوارک ته بدون همراه می‌ماند. هرچند که تا سال ۱۹۹۵ طول کشید تا سرانجام کوارک سر هم توسط گروه‌های CDF
و DØ
در آزمایشگاه فرمی مشاهده شود.
این کوارک جرمی بسیار بیشتر از آنچه انتظار می‌رفت، داشت
و تقریباً هم‌جرم یک اتم طلا بود.

## واژه‌شناسی
تا مدتی گل-مان در مورد نحوه نوشتن واژه‌ای که قصد داشت ابداع کند، دودل بود، تا اینکه واژه quark را در کتاب «شب‌زنده‌داری فینگن‌ها»، نوشته جیمز جویس، پیدا کرد:
Three quarks for Muster Mark!

Sure he has not got much of a bark

And sure any he has it's all beside the mark.
— James Joyce, Finnegans Wake
گل-مان جزئیات بیشتری در مورد نامگذاری کوارک در کتاب خود با نام «کوارک و جگوار» آورده‌است:
 در سال ۱۹۶۳، وقتی نام کوارک را برای اجزای بنیادین تشکیل‌دهنده هسته اتم برگزیدم، ابتدا آوای آن در ذهنم بود و املایی برایش در نظر نداشتم و می‌توانست به شکل Kwork نوشته‌شود. سپس در یکی از خوانش‌های گاه‌گدار کتاب «شب‌زنده‌داری فینگن‌ها»، نوشته جیمز جویس، به واژه quark در عبارت "Three quarks for Muster Mark" برخوردم. از آنجا که quark می‌بایست با Mark و همچنین bark هم‌قافیه باشد، باید بهانه‌ای می‌یافتم که آن را به شکل "kwork" تلفظ کنم.
اما کتاب رؤیای می‌فروشی به نام هامفری چیمپدن اییرویکر را نمایش می‌دهد. واژه‌ها در کتاب عموماً هم‌زمان از چند منبع مختلف گرفته‌شده‌اند، مانند واژه‌های تک‌واژ چندوجهی در «آنسوی آینه». هر از گاهی عبارتهایی در کتاب دیده می‌شوند که تا حدودی توسط درخواست‌های نوشیدنی در بار تعیین می‌شوند. من چنین استدلال نمودم که با توجه به این موضوع شاید یکی از منابع مختلف فریاد "Three quarks for Muster Mark" ممکن است "Three quarts for Mister Mark" بوده‌باشد که در این صورت تلفظ kwork خیلی توجیه‌ناپذیر نیست. در هر صورت عدد ۳ کاملاً با شکلی که کوارکها در طبیعت دارند، هماهنگ بود.
زویگ نام ace (آس) را برای ذره‌ای که نظریه‌پردازی کرده‌بود، ترجیح می‌داد اما وقتی مدل کوارک مورد پذیرش همگانی قرار گرفت نام پیشنهادی گل-مان بیشتر مورد توجه قرارگرفت.
نام‌های مزه‌های کوارک‌ها به دلایل مختلفی به آن‌ها داده‌شده‌است. نام کوارک‌های بالا و پایین برگرفته از اجزای بالا و پایین ایزواسپینی است که حمل می‌کنند.
کوارک‌های شگفت نامشان را از آنجا گرفته‌اند که کشف شده‌بود این کوارک‌ها اجزای تشکیل‌دهنده ذره‌های شگفتی بودند که در پرتوهای کیهانی سال‌ها قبل از مطرح شدن مدل کوارک، کشف شده‌بودند. این ذره‌ها را از آن جهت شگفت نامیده‌بودند که طول عمر بالایی داشتند.
از گلاشو که به همراه بجورکن وجود کوارک افسون را پیشنهاد داده‌بودند، چنین نقل شده‌است که «ما نام سازه‌مان را کوارک افسون گذاشتیم، زیرا ما مسحور و خرسند از تقارنی بودیم که به دنیای زیراتمی می‌آورد»
نام‌های ته و سر هم به این دلیل توسط هراری برگزیده شدند که «همراهان منطقی برای کوارک‌های بالا و پایین» هستند.
در گذشته از کوارک‌های سر و ته، گاهی با نام‌های «زیبایی» و «حقیقت» یاد می‌شد اما کم‌کم این نام‌ها از کاربرد خارج شدند.
با وجود اینکه نام حقیقت دوام نداشت، مجتمع‌های شتاب‌دهنده اختصاص‌یافته به تولید انبوه کوارک‌های ته را گاهی «کارخانه زیبایی» یا «کارخانه بی» می‌خوانند.

## ویژگی‌ها

### بار الکتریکی
کوارک‌ها مقادیر بار الکتریکیشان کسری از بار بنیادی است، بسته به مزه کوارک، یا ۱⁄۳ یا ۲⁄۳ بار بنیادی (e) است. کوارک‌های بالا، افسون و سر (که به آن‌ها کوارک‌های نوع-بالا هم گفته می‌شود) بار الکتریکی ۲⁄۳e+ دارند، درحالی‌که کوارک‌های پایین، شگفت و ته (کوارک‌های نوع-پایین) بار الکتریکی ۱⁄۳e− دارند. پادکوارک‌ها باری مخالف بار کوارک متناظرشان دارند. پادکوارک‌های نوع-بالا بار الکتریکی ۲⁄۳e- و پادکوارک‌های نوع-پایین بار الکتریکی ۱⁄۳e+ دارند. از آنجا که بار الکتریکی یک هادرون مجموع بارهای کوارک‌های تشکیل‌دهنده‌اش است، تمام هادرون‌ها بارهایشان مضرب صحیحی از بار بنیادی است: نتیجه ترکیب سه کوارک (باریون)، سه پادکوارک (پادباریون) یا کوارک و پادکوارک (مزون) این خواهد بود که بار الکتریکی مضرب صحیحی ار بار پایه است.
به عنوان مثال، هادرون‌های تشکیل‌دهنده هسته اتم، نوترون و پروتون، به ترتیب بارهایی برابر با ۰e و ۱e+ دارند. نوترون شامل دو کوارک پایین و یک کوارک بالا است و پروتون تشکیل‌شده از دو کوارک بالا و بک کوارک پایین است.

### اسپین
اسپین ویژگی ذاتی ذرات بنیادی است و جهت آن نیز یک درجه آزادی مهم است. گاهی به صورت چرخش یک جسم به دور محور خودش تصویر می‌شود (به همین دلیل به آن اسپین به معنی چرخش می‌گویند)، اما این مفهوم در مقیاسهای زیر اتمی کمی گمراه‌کننده است زیرا این باور وجود دارد که ذرات بنیادی نقطه مانند هستند.
اسپین را گاهی با یک بردار نمایش می‌دهند که طول آن بر حسب یکاهای ثابت پلانک کاهش‌یافته ħ (اِچ بار) اندازه‌گیری می‌شود. برای کوارک‌ها، اندازه‌گیری مولفه تصویر بردار تنها می‌تواند یکی از نتایج ħ/۲+ یا ħ/۲− را به دنبال داشته‌باشد؛ به همین دلیل کوارک‌ها به عنوان ذرات اسپین-۱⁄۲ دسته‌بندی می‌شوند.
مولفه اسپین در راستای یک محور دلخواه - به رسم معمول، محور z - اغلب با یک پیکان رو به بالا ↑ برای مقدار ۱⁄۲+ و روبه پایین برای ۱⁄۲−، نمایش داده می‌شود، که بعد از نشانه مزه نوشته می‌شود؛ مثلاً یک کوارک بالا با اسپین ۱⁄۲+ در راستای محور z با ↑u نشان داده می‌شود.

### برهمکنش ضعیف

نمودار فاینمن از واپاشی بتا

یک مزه کوارک تنها از طریق یکی از نیروهای بنیادی به نام برهمکنش هسته‌ای ضعیف است، که می‌تواند به مزه دیگری از کوارک تبدیل شود. با جذب یا انتشار یک بوزون دبلیو، هر کوارک نوع-بالایی (بالا، افسون، سر) می‌تواند به هر یک از کوارک‌های نوع-پایین (پایین، شگفت، ته) تبدیل شود و بالعکس. این سازوکار تغییر مزه سبب فرایند رادیواکتیو واپاشی بتا می‌شود که طی آن یک نوترون(n) به یک پروتون(p)، یک الکترون(e−
) و یک الکترون پادنوترینو(ν
e) تجزیه می‌شود. این فرایند وقتی رخ می‌دهد که یکی از کوارک‌های پایین در نوترون(udd) با انتشار یک بوزون W−
 مجازی به یک کوارک بالا واپاشی می‌شود و نوترون را به یک پروتون(uud) تبدیل می‌کند. بوزون W−
 نیز به یک الکترون و یک الکترون پادنوترینو تبدیل می‌شود.
| (واپاشی بتا، نمادگذاری هادرونی) | p  | + | e− | + | ν e | → | n  |
| (واپاشی بتا، نمادگذاری کوارکی)  | ud | + | e− | + | ν e | → | ud |

هر دو فرایند واپاشی بتا و فرایند معکوس واپاشی بتا به شکل روزمره در کاربردهای پزشکی مانند برش‌نگاری با گسیل پوزیترون (PET) و در آزمایش‌هایی که شامل آشکارسازی نوترینو می‌شود، استفاده می‌شوند. 

قدرت نیروهای هسته‌ای ضعیف بین شش کوارک. "میزان پررنگی" خطوط توسط عناصر ماتریس سی‌کی‌ام تعیین میی‌شوند.

اگرچه فرایند تبدیل مزه برای همه کوارکها یکسان است، اما هر کوارکی ترجیح می‌دهد به کوارکی از نسل خودش تبدیل شود. میزان تمایل نسبی به تغییر مزه‌های مختلف توسط یک جدول ریاضی نمایش داده می‌شود، که به ماتریس کابیبو-کوبایاشی-ماسکاوا (ماتریس سی‌کی‌ام) مشهور است. با اعمال عملگر یکانی، مقدار تقریبی درایه‌های ماتریس سی‌کی‌ام به صورت زیر خواهد بود:
{\displaystyle {\begin{bmatrix}|V_{\mathrm {ud} }|&|V_{\mathrm {us} }|&|V_{\mathrm {ub} }|\\|V_{\mathrm {cd} }|&|V_{\mathrm {cs} }|&|V_{\mathrm {cb} }|\\|V_{\mathrm {td} }|&|V_{\mathrm {ts} }|&|V_{\mathrm {tb} }|\end{bmatrix}}\approx {\begin{bmatrix}0.974&0.225&0.003\\0.225&0.973&0.041\\0.009&0.040&0.999\end{bmatrix}},}
که در آن Vij نشان‌دهنده میزان تمایل تبدیل کوارکی از مزه i به مزه j (یا برعکس) است.
برای لپتونها نیز ماتریس برهمکنش ضعیف معادلی وجود دارد که ماتریس پونته‌کوروو-ماکی-ناکاگاوا-ساکاتا (ماتریس پی‌ام‌ان‌اس) نام دارد.
ماتریس‌هاای سی‌کی‌ام و پی‌ام‌ان‌اس به همراه هم تمام تبدیل مزه‌ها را توصیف می‌کنند پیوندهای بین این دو هنوز مشخص نیست.

### برهمکنش هسته‌ای قوی و تغییر رنگ

بار رنگ کل تمام انواع هادرون‌ها صفر است.

الگوی رنگهای قوی برای سه رنگ از کوارک، سه پارکوارک و ۸ گلوئون.

براساس کرومودینامیک کوانتومی (QCD)، کوارک‌ها ویژگی به نام بار رنگ دارند. سه نوع بار رنک وجود دارد که با برچسب‌های آبی و سبز و قرمز مشخص می‌شوند.
هریک از آن‌ها مکملی به نام پادرنگ دارند (پادآبی، پادسبز، پادقرمز). هر کوارک حامل یک رنگ و هر پادکوارک حامل یک پادرنگ است.
سیستم ربایش و رانش میان کوارک‌هایی که بار رنگ آن‌ها ترکیبات متفاوتی از سه رنگ هستند، نیروی هسته‌ای قوی نام دارد که توسط ذرات حامل نیرو به نام گلوئون منتقل می‌شوند. نظریه‌ای که نیروی هسته‌ای قوی را توصیف می‌کند، کرومودینامیک کوانتومی نام دارد.
یک کوارک که رنگ مشخصی دارد، به همراه یک پادکوارک حامل پادرنگ متناظر آن تشکیل یک سیستم ثابت را می‌دهند. نتیجه ربایش میان کوارک‌ها خنثی شدن رنگ است: نتیجه ترکیب یک کوارک با بار رنگ ξ به علاوه یک پادکوارک با بار رنگ ξ-، بار رنگ ۰ (رنگ سفید) و تشکیل مزون است. همچنین به شکل مشابهی ترکیب سه کوارک با رنگهای متفاوت یا سه پادکوارک با پادرنگ‌های متفاوت باعث تشکیل رنگ سفید و باریون و پادباریون می‌شود.
در فیزیک ذرات نوین، تقارن پیمانه‌ای - نوعی گروه تقارنی - برهمکنش‌های میان ذرات را مرتبط می‌سازد (نظریه پیمانه‌ای را ببینید). رنگ (3)SU، تقارن پیمانه‌ای است که بار رنگ را در کوارک‌ها به هم مرتبط می‌سازد و تقارن تعریف‌کننده کرومودینامیک کوانتومی است.
همان‌طور که قوانین فیزیک با تغییر راستای محورهای x و y و z تغییر نمی‌کنند و با چرخش محورهای مختصات همچنان ثابت می‌مانند، فیزیک کرومودینامیک کوانتومی نیز مستقل از جهتی است که برای رنگهای آبی، قرمز و سبز در نظر می‌گیریم. تغییر در رنگهای SU(3)c در فضای رنگی با چرخش محورهای مختصات متناظر است. هر مزهf کوارک که بسته به رنگش، یکی از سه نوع  fG, fR یا fB است،
تشکیل یک تریپلت را می‌دهد: یک میدان کوانتومی با سه مؤلفه است که تحت SU(3)c تغییر می‌کند.

### جرم

جرمهای کوارک‌های جاری برای هر ۶ مزه کوارک که برای مقایسه به شکل گویهایی نمایش داده شده‌اند که حجمشان متناسب با جرم کوارک مربوطه است. پروتون و الکترون (قرمزرنک) نیز در گوشه پایین سمت چپ برای مقایسه نمایش داده شده‌است.

در مورد جرم کوارک، دو اصطلاح مختلف وجود دارد: جرم کوارک جاری که منظور از آن جرم خود کوارک به تنهایی است؛ و جرم کوارک سازنده که منظور از آن جرم کوارک به علاوه میدان ذره‌ای گلوئون دربرگیرنده کوارک است.
مقادیر این دو نوع جرم تفاوت زیادی با هم دارند. بیشتر جرم یک هادرون مربوط به گلوئون‌هایی است که کوارک‌های سازنده را به یکدیگر پیوند می‌دهند، تا خود کوارک. البته گلوئون‌ها ذاتاً بدون جرم هستند، اما حاوی انرژی هستند - انرژی پیوندی کرومودینامیک کوانتومی (QCBE0) - و این انرژی بخش اعظم جرم یک هادرون را می‌سازد؛ مثلاً یک پروتون تقریباً جرمی برابر با ۹۳۸MeV/c2 است که از این مقدار، تنها ۱۱MeV/c2 آن مربوط به جرم سکون سه کوارک ظرفیت آن می‌شود و باقی آن عمدتاً مربوط به انرژی QCBE گلوئون‌هایش است.
بر طبق مدل استاندارد، جرم ذرات بنیادی ناشی از سازوکار هیگز است که به بوزون هیگز مرتبط است. فیزیکدانان امیدوارند که پژوهشهای بیشتر در مورد دلایل جرم بسیار زیاد کوارک سر (۱۷۳GeV/c2 تقریباً برابر با جرم اتم طلا)
بتواند دانش موجود را در مورد منشأ جرم کوارک‌ها و سایر ذرات بنیادی ارتقا دهد.

### جدول ویژگی‌ها
ویژگی‌های اصلی همه شش کوارک مختلف در جدول زیر خلاصه شده‌اند. به هریک از مزه‌ها اعداد کوانتومی (ایزواسپین (I3)، گیرایش ذره(C)، شگفتی (S)، فرازینگی (T)، فرودینگی (′B)) نسبت داده می‌شود که کیفیت‌های سیستم‌های کوارکی و هادرونها را مشخص می‌کنند.
عدد باریونی (B) همه کوارک‌ها ۱⁄۳+ است، زیرا هر باریون از سه کوارک تشکیل می‌شود. بار الکتریکی (Q) و سایر اعداد کوانتومی مزه‌ها (B, I3، C, S، T، و ′B) در پادکوارک‌ها علامت مخالف با مقادیر متناظر در کوارک‌ها دارند. اما علامتهای جرم و اندازه تکانه زاویه‌ای کل (J که در مورد ذرات نقطه‌ای معادل اسپین است) در پادکوارک‌ها تغییر نمی‌کند.
| نام      | نماد | جرم(MeV/c2)*     | J   | B    | Q (e) | I3   | C  | S  | T  | ′B | پادذره   | نماد پادذره |
| -------- | ---- | ---------------- | --- | ---- | ----- | ---- | -- | -- | -- | -- | -------- | ----------- |
| نسل نخست |      |                  |     |      |       |      |    |    |    |    |          |             |
| بالا     | u    | ۲٫۳+۰٫۷ −۰٫۵     | ۱⁄۲ | ۱⁄۳+ | ۲⁄۳+  | ۱⁄۲+ | ۰  | ۰  | ۰  | ۰  | پادبالا  | u           |
| پایین    | d    | ۴٫۸+۰٫۵ −۰٫۳     | ۱⁄۲ | ۱⁄۳+ | ۱⁄۳-  | ۱⁄۲- | ۰  | ۰  | ۰  | ۰  | پادپایین | d           |
| نسل دوم  |      |                  |     |      |       |      |    |    |    |    |          |             |
| افسون    | c    | ۱۲۷۵±۲۵          | ۱⁄۲ | ۱⁄۳+ | ۲⁄۳+  | ۰    | ۱+ | ۰  | ۰  | ۰  | پادافسون | c           |
| شگفت     | s    | ۹۵±۵             | ۱⁄۲ | ۱⁄۳+ | ۱⁄۳−  | ۰    | ۰  | ۱- | ۰  | ۰  | پادشگفت  | s           |
| نسل سوم  |      |                  |     |      |       |      |    |    |    |    |          |             |
| سر       | t    | ۱۷۳۲۱۰±۵۱۰ ± ۷۱۰ | ۱⁄۲ | ۱⁄۳+ | ۲⁄۳+  | ۰    | ۰  | ۰  | ۱+ | ۰  | پادسر    | t           |
| ته       | b    | ۴۱۸۰±۳۰          | ۱⁄۲ | ۱⁄۳+ | ۱⁄۳−  | ۰    | ۰  | ۰  | ۰  | ۱- | پادته    | b           |

## برهمکنش کوارک‌ها
چنانچه در کرومودینامیک کوانتومی توصیف می‌شود، برهمکنش قوی میان کوارک‌ها به واسطه بوزونهای پیمانه‌ای بدون جرم برداری، به نام گلوئون جاری می‌شود. هر گلوئون یک بار رنگ و یک بار پادرنگ حمل می‌کند. در چارچوب استاندارد برهمکنش ذرات (که بخشی از یک فرمول‌بندی کلی‌تر به نام نظریه اختلال مستقل از زمان است)، گلوئون‌ها از طریق یک فرایند نشر و جذب مجازی مرتباً میان کوارک‌ها ردوبدل می‌شوند. وقتی گلوئونی از کوارکی به کوارک دیگر منتقل می‌شود، هر دو کوارک تغییر رنگ می‌دهند؛ مثلاً اکر یک کوارک قرمز یک گلوئون قرمز-پادسبز منتشر کند، سبز می‌شود و اگر یک کوارک سبز، یک گلوئون قرمز-پادسبز دریافت کند، قرمز می‌شود. بدین ترتیب در حالی که رنگ هر کوارک پیوسته در حال تغییر است، قانون بقای برهمکنش قوی آن‌ها برقرار است.
از آنجا که گلوئون‌ها بار رنگ حمل می‌کنند، خودشان نیز می‌توانند گلوئون‌های دیگری منتشر یا جذب کنند. این موضوع سبب آزادی مجانبی می‌شود: وقتی کوارک‌ها به هم نزدیک می‌شوند، نیروی پیوندی کرومودینامیک میان آن‌ها تضعیف می‌شود
و به صورت معکوس، وقتی فاصله بین آن‌ها زیاد می‌شود، نیروی پیوندی قوی‌تر می‌گردد. میدان رنگ، همانند کش کشسانی که کشیده شده‌است، دچار استرس می‌شود و گلوئون‌های بیشتری با رنگ مناسب، خودبه‌خود پدید می‌آیند تا میدان را تقویت کنند. وقتی انرژی از حد مشخصی بالاتر می‌رود جفتهای کوارک-پادکوارک پدید می‌آیند. این جفت‌ها با کوارک‌های در حال جدایی پیوند تشکیل می‌دهند تا هادرونهای جدیدی تشکیل شوند. این پدیده با نام حبس رنگ شناخته می‌شود: کوارک‌ها به صورت منفرد و مجزا یافت نمی‌شوند.
این فرایند هادرونی‌سازی پیش از آنکه کوارک‌ها که در جریان یک برخورد پرانرژی پدید آمده‌اند، بتوانند هر برهمکنش دیگری انجام دهند، رخ می‌دهد. تنها استثنا کوارک سر است که می‌تواند پیش از هادرونی‌سازی واپاشی شود.

### کوارک‌های دریایی
هادرون‌ها علاوه بر کوارک‌های ظرفیتشان (q
v) که اعداد کوانتومی آن‌ها را تعیین می‌کنند، شامل جفتهای کوارک-پادکوارکی (qq) به نام کوارک‌های دریایی نیز هستند. کوارک‌های دریایی زمانی شکل می‌گیرند که گلوئونی از میدان رنگ هادرون شکافته شود؛ این فرایند در جهت معکوس نیز کار می‌کند، یعنی فرایند نابودسازی دو کوارک دریایی یک گلوئون تولید می‌کند. نتیجه این می‌شود که جریان پیوسته‌ای از شکافت و پیدایش گلوئون‌ها برقرار می‌شود که اصطلاحاً با نام دریا شناخته می‌شود.
پایداری کوارک‌های دریایی به مراتب کمتر از کوارک‌های ظرفیتی است و معمولاً یکدیگر را در درون هادرون نابود می‌کنند. اما با این حال، کوارک‌های دریایی هم می‌توانند تحت شرایط خاصی هادرونی‌سازی شوند و ذرات باریونی یا مزونی تشکیل دهند.

### حالت‌های فیزیکی دیگر ماده کوارکی

نمایشی کیفی از نمودار حالت ماده کوارکی. جزئیات دقیق نمودار همچنان مورد پژوهش هستند.

تحت شرایط بسیار ویژه، این امکان وجود دارد که کوارک‌ها رها شده و به صورت ذره آزاد یافت شوند. در جریان آزادی مجانبی، برهمکنش قوی در دماهای بالاتر ضعیف‌تر می‌شود. سرانجام پدیده حبس رنگ از بین می‌رود و پلاسمای بسیار داغی از کوارک‌های آزاد در حال حرکت و گلوئون‌ها شکل می‌گیرد، این حالت نظری ماده پلاسمای کوارک-گلوئون نام دارد.
شرایط مورد نیاز برای پیدایش این حالت دقیقاً شناخته‌شده نیست و موضوع گمانه‌زنی‌ها و آزمایش‌های فراوانی بوده‌است. برآورد جدیدی، دمای لازم برای آن را (۱٫۹۰±۰٫۰۲)×۱۰۱۲ درجه کلوین تخمین می‌زند.
اگرچه این حالت از ماده که در آن کوارک‌ها و گلوئون‌ها کاملاً آزاد باشند، هرگز به‌دست نیامده‌است (علیرغم تلاشهای متعدد توسط سرن در دهه‌های ۱۹۸۰ و ۱۹۹۰)
، از آزمایش‌های اخیر در برخورددهنده یون‌های سنگین نسبیتی شواهدی از وجود یک ماده کوارکی مایع-مانند به دست آمد که حرکت شاره‌ای تقریباً کاملی از خود نشان می‌دهد.
ار ویژگی‌های پلاسمای کوارک-گلوئون این خواهد بود که تعداد جفتهای کوارک‌های سنگین‌تر به نسبت جفتهای کوارک‌های بالا و پایین، افزایش می‌یابد. این باور وجود دارد که تا پیش از ۶-۱۰ ثانیه پس از مه‌بانگ (دوره کوارک) جهان از پلاسمای کوارک-گلوئون تشکیل شده بود و دما بالاتر از آن بود که هادرون‌ها پایدار باشند.
در چگالی‌های باریون به اندازه کافی بالا و دماهای نسبتاً پایین - احتمالاً مانند شرایطی که دریک ستاره نوترونی یافت می‌شود -، انتظار می‌رود که ماده کوارکی به یک مایع فرمی از کوارک‌های با برهمکنش ضعیف تباهیده شود. ویژگی این مایع، میعان جفتهای کوپر کوارکی رنگ‌دار و در نتیجه شکست محلی تقارن SU(3)c است. از آنجا که جفتهای کوارک بار رنگ دارند، چنین حالتی از ماده کوارکی ابررسانای رنگ خواهد بود؛ یعنی بار رنگ می‌تواند در آن بدون هیچ مقاومتی عبور کند.